# Люараси, Кристо
Кристо Люараси (алб. Kristo Luarasi; 15 декабря 1876, Люарас — 7 июля 1934, Тирана) — албанский националист и публицист. Он был одним из деятелей Албанского национального возрождения.

## Ранняя биография
Кристо Люараси родился 15 декабря 1876 года в общине Люарас в регионе Колоне в Албании, тогда входившей в Османскую империю. Роберт Элси называет 1879 годом его рождения, по некоторым албанским данным таковым является 1875 год. Кристо Люараси обучался в школе в деревне Хотове, где его наставником был Петро Нини Люараси.

## Албанская община Бухареста
После запрета албанских школ в 1892 году Кристо Люараси эмигрировал в Румынию, где начал брать уроки в албанской школе, созданной Николой Начо, тогдашним лидером общества «Дрита» и издателем газеты «Shqiptari». Он также работал в печатном магазине, где освоил профессию печатника. Люараси провёл в Бухаресте несколько лет, находясь в тесном контакте с другими албанскими националистическими деятелями и идеями.

## Албанская община Софии
В 1896 году Кристо Люараси переехал в Софию вместе со своим другом Костой Яни Требицка, присоединившись к местной албанской колонии эмигрантов. Свою деятельность там он начал в качестве руководителя издательства «Прогресс» (алб. Mbrothësia). Оно было создано албанской общиной Софии, объединённой в основном вокруг общества «Желание» (алб. Dëshira), основанного в 1893 году с целью распространения знаний и албанских языковых правил среди албанцев, а также служения национальному делу. Издательство было расположено на бульваре Витоша. Вместе с Костой Требицка и Мидхатом Фрашери он издавал «Ditërëfenjës» или «Национальный календарь» (алб. Kalendari Kombiar), который выпускался ежегодно, иногда с длительными перерывами, с 1897 по 1928 год.
Албанские альманахи были довольно важным явлением в истории албанской литературы, как и альманахи XIX века в Северной Америке они хранились во многих домах и распространяли произведения албанской литературы даже там, где албанскую поэзию или прозу едва ли можно было найти. Издательство «Прогресс» также выпустило 37 книг албанской литературы, включая произведения Сами Фрашери, Спиро Дине, Михаля Грамено, Кристо Неговани и других авторов. С 1901 по 1908 вместе с Шахином Колёней Люараси издавал в Софии журнал «Дрита» при частичной финансовой поддержке со стороны Австро-Венгрии. «Дрита» был, пожалуй, самым влиятельным периодическим изданием албанской диаспоры эпохи Албанского национального возрождения. Оно использовало «стамбульский алфавит» Сами Фрашери до 1908 года, а затем стандартный албанский алфавит, утверждённый на конгрессе в Манастире.
После Младотурецкой революции Люараси перевёл свой печатный станок в Салоники, где в течение одного года было выпущено более 60 работ: книги, журналы, газеты, которые были распространены среди большого числа албанцев. В марте 1910 года, после того, как его деятельность привлекла внимание османских властей, Люараси перенёс своё издательство обратно в Софию. Три года он издавал газету «Свобода Албании» (алб. Liri e Cqiperise), с 1911 по 1915 год. 2 ноября 1911 года Фан Ноли посетил албанскую общину Софии, откликнувшись на приглашение Люараси.

## Возвращение в Албанию
В 1921 году Люараси вернулся в Албанию и поселился в Тиране вместе со своим издательством, которое стало одним из главных в стране. После его смерти оно было названо в его честь «Shtypshkronja Kristo Luarasi». Оно работало до 1947 года под руководством сына Кристо Люараси, Теодора, до 1947 года, когда коммунистическая власть превратила его помещения в государственную собственность. Издательство было расположено на нынешней улице Кавая в Тиране.

## Семья
Во всех своих делах Крсито Люараси пользовался большой поддержкой со стороны своей жены, Поликсени Люараси (урождённой Деспоти), происходившей из Люнджерии (Гирокастра). Она училась в Первой школе для девочек в Корче, позже сама став учительницей. Поликсени отвечал за коррекцию полиграфических материалов, а также помогала на печатном станке и при упаковке и отгрузке готовых материалов.

## Награды и признание
- Орден за патриотическую деятельность 2-го класса, 1962 (Албания)
- Орден за патриотическую деятельность 1-го класса, 1992 (Албания)
- Почётное гражданство, 2011 (община Эрсеке)
- Улица в Тиране, названная в его честь

## Книги о Кристо Люараси
- Dy rilindës shqiptarë : Kristo Luarasi e Shahin Kolonja : dokumente, Koço Luarasi, Drejtoria e Përgjithshme e Arkivave, Tirana 2003. OCLC 435640650. LCCN 2006417562
- Kristo Luarasi : vizionar i shtetit shqiptar, Lavdosh Ahmetaj; Qemal Velija, Universiteti "Kristal"; Instituti i Studimeve Albanologjike "Alex Buda", Tirana 2008, ISBN 9789995672621
- Kristo P. Luarasi : jeta, vepra dhe familija e tij, Uran Asllani, "Plejad", Tirana 2009, ISBN 9789995657031